# Foreningen af katolske børnehaver i Danmark
Foreningen af katolske børnehaver i Danmark er en dansk forening med 7 katolske børnehaver som medlemmer.

## Foreningens medlemmer
- Sankt Josef Børnehave i Roskilde
- Sankt Josephs Børnehave i Nykøbing Falster
- Mariasøstrenes Børnehave i Svendborg
- Sankt Hedvig Søstrenes Børnehave og Fritidshjem i Kolding
- Sankt Nikolaj Børnehave i Esbjerg
- Mariasøstrenes Børnehave i Vejle
- Sankt Ibs Børnehave i Horsens